# Super Bowl LIII
A Super Bowl LIII volt a 2018-as NFL-szezon döntője. A mérkőzést a Mercedes-Benz Stadionban játszották, Atlantában, 2019. február 3-án helyi idő szerint 18:30-tól. A mérkőzés magyar idő szerint február 4-én 0:30-kor kezdődött. A mérkőzést a New England Patriots nyerte, története során hatodik alkalommal nyerte meg a Super Bowlt.

## A döntő résztvevői
A mérkőzés egyik résztvevője a New England Patriots, amely az alapszakaszból az AFC második kiemeltjeként jutott a rájátszásba 11–5-ös mutatóval. Erőnyerőként csak a konferencia-elődöntőben játszott először. Itt hazai pályán a Los Angeles Chargerst győzte le. A konferenciadöntőben idegenben győzött a Kansas City Chiefs ellen, hosszabbítás után. A New England korábban 10-szer játszott Super Bowlt, ebből ötöt nyert meg (XXXVI, XXXVIII, XXXIX, XLIX, LI). A Patriots egymás után harmadjára játszik Super Bowlt.
A másik résztvevő a Los Angeles Rams, amely az alapszakaszból az NFC második kiemeltjeként jutott a rájátszásba 13–3-as mutatóval. Erőnyerőként csak a konferencia-elődöntőben játszott először. Itt hazai pályán a Dallas Cowboyst győzte le. A konferenciadöntőben idegenben győzött a New Orleans Saints ellen, hosszabbítás után. A Rams korábban háromszor játszott Super Bowlt. 2000-ben nyert (XXXIV), 1980-ban (XIV) és 2002-ben (XXXVI) kikapott. 2000-ben és 2002-ben a csapat St. Louis Rams néven szerepelt. 2002-ben is Patriots–Rams döntő volt.

## A mérkőzés
A Super Bowlok történetében a legkevesebb pont volt a mérkőzésen, összesen 16.
| N | Idő                  | Drive                | Drive                | Drive                | Csapat               | Play leírása                                                                   | Pont                 | Pont                 |                      |
| N | Idő                  | Play                 | Yard                 | Időtartam            | Csapat               | Play leírása                                                                   | Patriots             | Rams                 |                      |
| - | -------------------- | -------------------- | -------------------- | -------------------- | -------------------- | ------------------------------------------------------------------------------ | -------------------- | -------------------- | -------------------- |
| 1 | nem volt pontszerzés | nem volt pontszerzés | nem volt pontszerzés | nem volt pontszerzés | nem volt pontszerzés | nem volt pontszerzés                                                           | nem volt pontszerzés | nem volt pontszerzés | nem volt pontszerzés |
|   |                      |                      |                      |                      |                      |                                                                                |                      |                      |                      |
| 2 | 10:29                | 7                    | 39                   | 3:29                 | Patriots             | Mezőnygól. Stephen Gostkowski, 42 yardról.                                     | 3                    | 0                    |                      |
|   |                      |                      |                      |                      |                      |                                                                                |                      |                      |                      |
| 3 | 2:11                 | 10                   | 42                   | 4:22                 | Rams                 | Mezőnygól. Greg Zuerlein, 53 yardról.                                          | 3                    | 3                    |                      |
|   |                      |                      |                      |                      |                      |                                                                                |                      |                      |                      |
| 4 | 7:00                 | 5                    | 69                   | 2:49                 | Patriots             | Touchdown. Sony Michel, 2 yardos futás. Stephen Gostkowski, a jutalomrúgás jó. | 10                   | 3                    |                      |
| 4 | 1:12                 | 9                    | 67                   | 3:05                 | Patriots             | Mezőnygól. Stephen Gostkowski, 41 yardról.                                     | 13                   | 3                    |                      |